# Leon Klinghoffer
Leon Klinghoffer, född 24 september 1916 i New York, död 8 oktober 1985 ombord på fartyget Achille Lauro i Medelhavet utanför Egypten, var en handikappad amerikansk producent av hushållsmaskiner, som under Kapningen av Achille Lauro 1985 mördades och kastades överbord av palestinska terrorister med erkänd anknytning till Palestinska befrielseorganisationen (PLO).

## Kapningen och mordet
Leon Klinghoffer, en 69-årig rullstolsburen affärsman, och hans hustru Marilyn, född Windwehr, firade sin 36:e bröllopsdag med en kryssning på båten Achille Lauro. Den 7 oktober 1985 kapade fyra terrorister från Palestine Liberation Front (PLF) kryssaren utanför Egypten precis då den var på väg från Alexandria till Port Said, också det i Egypten. Medan man höll besättningen och passagerarna som gisslan, beordrade man kaptenen att segla till Tartus i Syrien och krävde att 50 terroristdömda palestinier skulle släppas inklusive barnamördaren Samir Kuntar.
Påföljande dag, efter att terroristerna nekats tillstånd av Syrien att ankra i Tartus hamn, valde terroristerna ut Klinghoffer, som var jude, och sköt honom i pannan och i bröstet medan han satt i sin rullstol. De tvingade därefter skeppets frisör och en servitör att kasta hans kropp och rullstol överbord. Marilyn Klinghoffer, som inte såg skotten, fick höra av terroristerna att han var i sjukstugan. Hon fick inte veta hur det låg till förrän terroristerna lämnat skeppet vid Port Said. PLO:s talesman för utrikesfrågor Farouq Qaddumi uppgav att Marilyn Klinghoffer hade dödat sin man under kapningen för att få ut livförsäkringen;  dock backade PLO senare från detta förhållningssätt och erkände sitt ansvar för attentatet samt gav till och med ekonomisk kompensation till Klinghoffer-familjen.
Tunisien godkände ett mottagande av kidnapparna, men USA:s president Ronald Reagan beordrade ett amerikanskt stridsflyg att tvinga flyktplanet att landa vid Sigonella flygbas på Sicilien. Efter en utlämningsdispyt med Italien arresterade och dömde Italien de palestinska terroristerna, med undantag för Abu Abbas, eftersom han medverkat i fredssamtalen innan sin medverkan i terroristattentatet, och denne flydde till dåvarande Jugoslavien.
Klinghoffers kropp hittades av syrierna 14-15 oktober och den fördes till USA den 20 oktober. Klinghoffer begravdes vid Beth David Memorial Park i Kenilworth i New Jersey. Fyra månader efter mordet på maken avled Marilyn Klinghoffer av magcancer 59 år gammal. Makarna lämnade två barn efter sig, Ilsa och Lisa Klinghoffer.

## Eftermäle
Efter Klinghoffers död grundade döttrarna  Leon and Marilyn Klinghoffer Memorial Foundation tillsammans med the Anti-Defamation League. Fonden bekämpar terrorism genom utbildning och juridisk expertis. Fonden finansieras av en ersättning som PLO betalade som kompensation för medverkan i kapningen (Klinghoffer v. PLO, 739 F. Supp. 854 (S.D.N.Y. 1990) and Klinghoffer v. PLO, 937 F.2d 44, 50 (2d Cir. 1991)). 
Kapningen finns filmatiserad som Voyage of Terror: The Achille Lauro Affair med Burt Lancaster och Eva Marie Saint. 
Tonsättaren John Adams har skrivit en opera baserad på händelsen, The Death of Klinghoffer.
PLF-ledaren Muhammad Zaidan, också känd som Abu Abbas, tillfångatogs senare av USA:s regering efter invasionen av Irak 2003.